# Franciszek Zhang Rong
Franciszek Zhang Rong OFS (chiń. 張榮方濟), (ur. 1838 r. w Qizi, prowincja Shanxi, w Chinach –  zm. 9 lipca 1900 r. w Taiyuan) – tercjarz franciszkański, męczennik, święty Kościoła katolickiego.

## Życiorys
Urodził się we wsi Qizi w powiecie Yangqu, prowincja Shanxi. Mieszkał z matką i głuchoniemym ojcem. Pracował jako rolnik. Po śmierci żony nie ożenił się ponownie. Jego rodzina przeniósł się do Taiyuan, gdzie pracował jako dozorca i goniec w żłobku przez ponad 10 lat.
Podczas powstania bokserów w Chinach doszło do prześladowań chrześcijan. Zarządca prowincji Shanxi Yuxian nienawidził chrześcijan. Z jego polecenia biskup Grzegorz Grassi został aresztowany razem z 2 innymi biskupami (Franciszek Fogolla, Eliasz Facchini), 3 księżmi, 7 zakonnicami, 7 seminarzystami, 10 świeckimi pomocnikami misji i kilkoma wdowami. Aresztowano również protestanckich duchownych razem z ich rodzinami. Wśród aresztowanych znalazł się Franciszek Zhang Rong. Został stracony razem z biskupem i innymi katolikami z rozkazu gubernatora Shanxi 9 lipca 1900 r. W tym dniu zabito łącznie 26 męczenników. W styczniu 1901 r. nowy zarządca prowincji urządził ich uroczysty pogrzeb.

## Dzień wspomnienia
9 lipca w grupie 120 męczenników chińskich.

## Proces beatyfikacyjny i kanonizacyjny
Beatyfikowany 24 listopada 1946 r. przez Piusa XII w grupie Grzegorz Grassi i 28 Towarzyszy. Kanonizowani w grupie 120 męczenników chińskich 1 października 2000 r. przez Jana Pawła II.